# Időhajók
Az Időhajók (The Time Ships) egy 1995-ben megjelent sci-fi regény Stephen Baxter tollából. A könyv H. G. Wells Az időgép című regényének hitelesített folytatása. 1996-ban nyerte el a John W. Campbell-emlékdíjat, a BSFA-díjat és a Philip K. Dick-díjat is, de jelölték Hugo-, Locus- és Arthur C. Clarke-díjra is.
Magyarul 2012-ben jelent meg a Galaktika Fantasztikus Könyvek-sorozat tagjaként, Hidy Mátyás fordításával. 

## Cselekmény
|  | Alább a cselekmény részletei következnek! |

A történet névtelen Időjárója úgy dönt, hogy még egyszer használja az időgépet, hogy Weenát, az eloi szerelmét megmentse a morlockoktól. Miután visszatér az emberiség jövőjébe, megdöbbenésére az megváltozott. A korábban vadállatias, pusztító morlockok fejlett civilizációt alakítottak ki. Az Időjáró végül megszökik ebből a korból, de vele tart Nebogipfel, a tudós morlock. Saját korába visszatérve újabb meglepetés fogadja: ismert jelene megváltozott; háború dúl. Útitársainak száma bővül „Mózes”-sel, ifjúkori énjével. Sok viszontagság után jönnek rá, hogy az időgép minden használat után teremt egy párhuzamos valóságot, ezért soha nem térhetnek vissza az általuk ismert korokba, ezzel tovább erősítve H. G. Wells azon elméletét, hogy az idő a maga negyedik dimenzió.
Korok, melyekben az időutazók megfordulnak:
– 1800-as évek

– Második világháború

– Paleocén

– A Fehér Föld – a regény jövőképe
|  | Itt a vége a cselekmény részletezésének! |

## Magyarul
- Időhajók; ford. Hidy Mátyás; Metropolis Media, Bp., 2012 (Galaktika fantasztikus könyvek)